# Ammasso dei Pesci
L'Ammasso dei Pesci è un ammasso di galassie situato in direzione della omonima costellazione alla distanza di oltre 220 milioni di anni luce dalla Terra.
Insieme all'Ammasso di Perseo costituisce il Superammasso di Perseo-Pesci (SCl 40). Quest'ultimo è incluso nel Filamento di Perseo-Pegaso che, insieme ad altri grandi strutture, contribuisce a formare il Complesso di superammassi dei Pesci-Balena.
È costituito da vari gruppi di galassie tra cui il gruppo di NGC 507 e il gruppo di NGC 383. Alcune galassie del gruppo di NGC 383 fanno parte della cosiddetta Nube dei Pesci o Arp 331.

## Galassie componenti dell'Ammasso dei Pesci
| Nome         | Tipo   | R.A.          | DEC          | Distanza (M. di a.l.) | Redshift (z) | Nomi alternativi                    | Immagine |
| ------------ | ------ | ------------- | ------------ | --------------------- | ------------ | ----------------------------------- | -------- |
| NGC 373      | E      | 01h 06m 58.2s | +32° 18′ 30″ | 230                   | 0,018353     | PGC 3946, AGC 111066                |          |
| NGC 375      | E2     | 01h 07m 05.9s | +32° 20′ 53″ | 245                   | 0,01953      | PGC 3953, AGC 110036                |          |
| NGC 379      | S0     | 01h 07m 15.7s | +32° 31′ 13″ | 233                   | 0,018606     | UGC 683, PGC 3966                   |          |
| NGC 380      | E2     | 01h 07m 17.6s | +32° 28′ 59″ | 183                   | 0,014764     | UGC 682, PGC 3969                   |          |
| NGC 382      | E      | 01h 07m 23.9s | +32° 24′ 14″ | 218                   | 0,017442     | UGC 688, PGC 3981                   |          |
| NGC 383      | SA0    | 01h 07m 24.9s | +32° 24′ 45″ | 212                   | 0,017005     | UGC 689, PGC 3982                   |          |
| NGC 384      | E3     | 01h 07m 25.1s | +32° 17′ 33″ | 174                   | 0,01412      | UGC 686, PGC 3983                   |          |
| NGC 385      | SA0    | 01h 07m 27.2s | +32° 19′ 10″ | 207                   | 0,016595     | UGC 687, PGC 3984                   |          |
| NGC 386      | E3     | 01h 07m 31.3s | +32° 21′ 43″ | 232                   | 0,018533     | AGC 110044, PGC 3989                |          |
| NGC 388      | E3     | 01h 07m 47.1s | +32° 18′ 36″ | 227                   | 0,018159     | AGC 110047, PGC 4005                |          |
| PGC 4021 (*) | S0     | 01h 08m 12.9s | +32° 27′ 13″ | 197                   | 0,015858     | AGC 111410, 2MASX J01081297+3227128 |          |
| NGC 392      | S0     | 01h 08m 23.4s | +33° 08′ 01″ | 194                   | 0,015651     | UGC 700, PGC 4042                   |          |
| NGC 394      | S0     | 01h 08m 26.0s | +33° 08′ 53″ | 183                   | 0,014754     | AGC 110055, PGC 4049                |          |
| NGC 397      | E      | 01h 08m 31.1s | +33° 05′ 33″ | 208                   | 0,016661     | AGC 110057, PGC 4051                |          |
| NGC 398      | S0     | 01h 08m 53.7s | +32° 30′ 52″ | 207                   | 0,016605     | PGC 4090, 2MASX J01085369+3230516   |          |
| NGC 410      | E+; cD | 01h 10m 58.9s | +33° 09′ 07″ | 221                   | 0,017659     | UGC 735, PGC 4224                   |          |
| NGC 420      | S0     | 01h 12m 09.6s | +32° 07′ 23″ | 208                   | 0,016712     | UGC 752, PGC 4320                   |          |
| IC 1618      | S0     | 01h 05m 56.0s | +32° 24′ 44″ | 196                   | 0,015741     | UGC 671, PGC 3899                   |          |
| IC 1638      | S0     | 01h 12m 21.8s | +33° 21′ 52″ | 199                   | 0,015964     | AGC 110121, PGC 4338                |          |
| IC 1648      | S0     | 01h 13m 42.1s | +33° 13′ 06″ | 231                   | 0,018426     | PGC 4417, 2MASX J01134212+3313052   |          |
| CGCG 501-070 | E      | 01h 02m 10.2s | +32° 27′ 07″ | 176                   | 0,014293     | 2MASX J01021025+3227061, PGC 3700   |          |
| CGCG 501-077 | E      | 01h 05m 34.2s | +32° 25′ 47″ | 210                   | 0,016808     | 2MASX J01053421+3225466, PGC 3881   |          |
| CGCG 501-102 | E      | 01h 09m 13.5s | +31° 58′ 46″ | 215                   | 0,017259     | 2MASX J01091349+3158458, PGC 4112   |          |
| CGCG 501-126 | S0     | 01h 11m 51.2s | +31° 33′ 33″ | 201                   | 0,016118     | 2MASX J01115120+3133332, PGC 4301   |          |

(*) In alcuni database (SIMBAD) viene identificata come NGC 390 che, in realtà, corrisponde ad un sistema stellare triplo.